# Imagination Technologies
Imagination Technologies Group plc est une entreprise britannique, fabless, spécialisée dans la R&D sur les semi-conducteurs, basée à Kings Langley, Hertfordshire.
Imagination Technologies développe des solutions informatiques et électroniques destinées en grande partie au secteur mobile. Elle travaille sur des semi-conducteurs, notamment sur des processeurs embarqués MIPS, et des puces dans les domaines des télécommunications et du traitement vidéo avec sa division Ensigma. Elle est surtout connue pour développer les processeurs graphiques PowerVR.
La société a été cotée en bourse à Londres à partir de 1994 et jusqu'au 2 novembre 2017 avec le code IMG.

## Histoire
L'entreprise a été créée en 1985, elle portait le nom de VideoLogic, elle développait à cette époque des solutions graphiques, d'accélération sonore, des systèmes Hi-Fi, et des systèmes de capture vidéo et de visioconférence. En 1995, la compagnie a conclu un accord avec la société japonaise NEC Semiconductors (devenue Renesas Electronics) afin que NEC puisse avoir accès à sa technologie PowerVR, NEC a également pris 2,29 % des parts de VideoLogic pour 1,6 million £ et a obtenu le droit de fabriquer et vendre des puces sous licence. Le 2 décembre 1997, NEC souscrit à de nouvelles actions, ce qui porte sa participation à l'entreprise à 3,5 %.
En 1999, la société décide de se concentrer sur ces activités de développement de licences et change de nom pour devenir Imagination Technologies.
Depuis 1999, Imagination Technologies a développé des puces pour les Set-top box et fait partie, notamment au Royaume-Uni, d'une alliance avec d'autres grands acteurs du secteur de la télévision : DigitalTV Group. Durant les années 1990 et jusqu'aux années 2000, Sega a utilisé des puces VideoLogic pour sa console de jeux vidéo Dreamcast et pour certaines de ses bornes d'arcade. Namco a également utilisé des puces VideoLogic pour la Namco System 23 à la fin des années 1990.

### Années 2000
Entre 2000 et 2001, Imagination Technologies a fait l’acquisition de deux sociétés : Ensigma, une société spécialiste des DSP (processeurs de signal numérique), pour un achat sur une capitalisation maximale de 5 millions de livres sterling et de Cross Products Limited, une compagnie qui travaille également dans le même secteur des DSP pour 4,3 millions de livres sterling.
En octobre 2006, Intel acquiert 2,9 % des actions de la société pour 5,28 millions £. Deux ans plus tard, le 24 novembre 2008, Imagination Technologies annonce avoir obtenu un contrat avec un nouveau partenaire pour l'obtention d'une licence concernant sa gamme PowerVR, il sera révélé ultérieurement qu'il s'agissait d'Apple Inc.. Apple acquiert 3,6 % de la société pour 3,2 millions de livres sterling en décembre 2008.
En juin 2009, Intel augmente sa participation pour 25 millions de livres sterling et atteint les 14 % de participation, la semaine suivante, Intel augmente encore sa participation en achetant pour 5 millions £ les actions du groupe saoudien Saad et atteint les 16,02%. Quelques jours plus tard, Apple annonce avoir souscrit pour 2,2 millions £ de nouvelles actions et acheté pour 11,52 millions £ d'actions, portant sa participation à 9,5 %. Saad Group, qui détenait 20,3 % soit 42 millions £ d'Imagination Technologies au 30 juin 2008 est vu comme le vendeur de toutes ces actions, et aurait été contraint de vendre ses actions après que la banque gestionnaire des actions a gelé les avoirs.

### Années 2010
Durant l'année 2010, Imagination Technologies a acquis deux sociétés : HelloSoft, l'un des grands acteurs de la VoIP et des technologies WLAN pour un maximum de 47 millions de dollars et Caustic Graphics, un développeur de la technologie de calcul graphique en temps-réel pour 27 millions de dollars. En 2011, Imagination Technologies annonce un accord de licence avec Qualcomm. Cet accord concerne les propriétés intellectuelles de la technologie PowerVR.
Le 3 janvier 2012, Imagination Technologies investit plus de 5 millions £ dans Toumaz Microsystems, une société spécialisée dans les Intercom sans-fil, et porte sa participation à 25 % de l'entreprise. Toujours en 2012, Imagination Technologies achète la société Nethra Imaging, une société spécialisée dans les semi-conducteurs, plus particulièrement dans le domaine de la vidéo et de l'image.
Arrêté au mois de novembre 2012, plus d'un milliard de SoC utilisant des composants développés par Imagination Technologies avaient été vendus. En décembre, la société bat Ceva Inc. dans la course pour le rachat de la société MIPS Technologies avec une offre coup-de-poing de plus de 100 millions de dollars. En décembre également, le CEO Dr. Hossein Yassaie est fait Knight Bachelor par le gouvernement britannique pour ses services à la technologie et l'innovation.
En février 2016, le CEO Dr. Hossein Yassaie démissionne de ses fonctions après plus de 18 ans à ce poste dans la compagnie. Andrew Heath est nommé CEO par intérim en attendant que la compagnie trouve un remplaçant. La compagnie annonce par la même occasion la vente de sa division Pure qui officiait dans les services de radio numérique pour le grand public. Le mois suivant, en mars 2016, Apple a confirmé son intérêt pour Imagination Technologies mais a annoncé que ces discussions concernant un potentiel rachat ne seraient pas d'actualité.

## Activités et produits
Imagination Technologies est particulièrement présent dans le domaine des systèmes embarqués et propose plusieurs gammes de produits :

### Propriétés intellectuelles
- PowerVR – développement de processeurs graphiques, d'unités de décodage vidéo et de systèmes embarqués (ISP)
- MIPS – développement de CPUs sous Architecture MIPS et de solutions comme le kit de développement Creator
- Ensigma – développement de DSPs pour les communications, notamment la LTE (réseaux mobiles), 802.11 Wi-Fi ou Bluetooth

### SoC (System on a Chip)
- IMGWorks – Conception de SoC et intégration logicielles

### Logiciels
- FlowTalk – une solution VoIP et VoLTE ainsi que des kits de développements associés

### Voir également
- ARM (société)
- Android